# Boethuisje

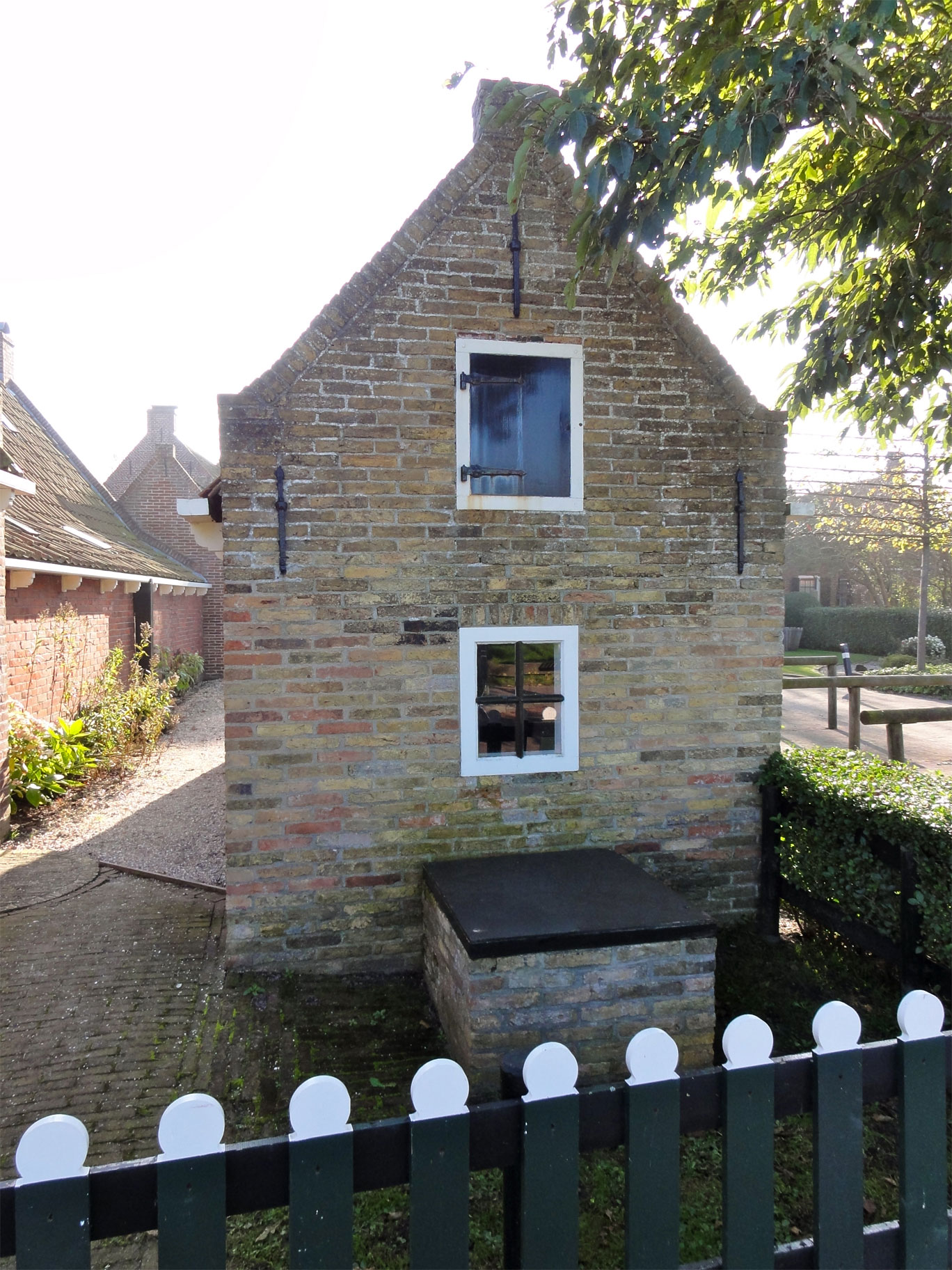
Boethuisje bij de Oere 36 in Moddergat

Het boethuisje in de Friese plaats Moddergat is een bijgebouwtje waar vissers vroeger hun netten opborgen.
Aan de Oere 36 in Moddergat staat nog een bewaard gebleven boethuisje. Dit type huisje vervulde meerdere functies. Het werd gebruikt als bewaarplaats voor de vissersnetten, maar ook als stookhut en als ieshokje, dat wel zeggen als bewaarplaats voor ies (= aas). Het boethuisje in Moddergat is gerestaureerd en hoorde bij Klaskes húske, genoemd naar Klaske van der Lei, de laatste bewoonster van het pand. Beide gebouwtjes maken deel uit van het Museum 't Fiskershúske in Moddergat. Het boethuisje is erkend als rijksmonument. Een replica bevindt zich in het Zuiderzeemuseum te Enkhuizen.